# Esther Chibi
Esther Chibi, née le 16 mars 1994, est une rameuse zambienne. 

## Carrière
Esther Chibi remporte aux Championnats d'Afrique d'aviron 2014 la médaille de bronze en deux de couple poids légers.